# OGLE-2005-BLG-390Lb
OGLE-2005-BLG-390Lb是一顆太陽系外行星，繞著恆星OGLE-2005-BLG-390L公轉。它位於天蠍座，距離地球21,500 ± 3,300光年，其位置接近銀河系的中心。截至2006年1月，這顆行星是眾多系外行星當中，與地球最為相似的一個。
這顆行星是由三個小組共同發現的，分別為PLANET/RoboNet、OGLE和MOA，該發現於2006年1月25日公佈。科學家發現OGLE-2005-BLG-390Lb並未擁有行星適居性。

## 物理特性
這顆系外行星的日距介乎2.0到4.1天文單位之間，如果把它放到太陽系內，它的軌道會在火星及木星的軌道之間。由於人們尚未得到它的軌道數據，因此其日距的改變並不一定代表它真正的離心率，而會是量度及計算時所出現的誤差。在這顆行星被發現以前，沒有一顆已知的小型系外行星，其日距會超過0.15 AU。經初步計算，它的公轉週期大約為10個地球年。
根據J2000所記載的天體座標，恆星OGLE-2005-BLG-390L距離地球 6,600 ± 1,000 pc，赤經17:54:19.2，赤緯−30°22′38″。
人們相信，該行星的恆星有很大可能會是一顆紅矮星（95%），也有可能是白矮星（4%），而中子星或黑洞的機會則極微，可能性加起來還不到1%。不過無論如何，該恆星釋出的能量一定會比太陽的少。
據估計，這顆行星的質量約為地球的五倍（5.5 +5.5/-2.7 ME），一些天文學家推斷，它擁有岩石核心，與地球相似，並擁有一層稀薄的大氣。又由於恆星的溫度比太陽相對較低，因此行星的表面溫度約為53 K（攝氏零下220度、華氏零下364度）左右。如果它是由岩石構成的話，在這樣的溫度環境下，其表面將佈滿已凝結的揮發性物質。在地球上諸如水、氨、甲烷、氮氣等液體和氣體，只要搬到這顆行星上，它們將會被凝固。又如果它是一顆氣體行星，它將會與天王星相似，但其大小則會比天王星小得多，類似一顆「迷你天王星」。
這顆行星的引人注目的地方不只是它的大小及其物質組成，還有它較遠的公轉軌道。雖然以往也曾發現小型的系外行星，但這些行星的日距相對較近。以 格利泽876d 為例，它繞日公轉一周只需三個地球天。因此，OGLE-2005-BLG-390Lb這顆行星無論在大小及軌道上均切合太陽系的規律，也是系外行星中前所未見的。

## 行星的發現

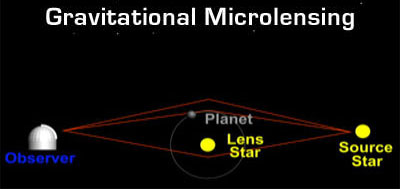
NASA一幅簡述重力透鏡的圖片，遙遠恆星的光會被天體重力扭曲及聚焦。

這顆系外行星最先於2005年8月10日，由位於智利的歐洲南方天文台，成員國丹麥以1.54m天文望遠鏡偵測得到，這副望遠鏡也是PLANET/RoboNet小組以重力透鏡方式尋找行星計劃的一部分。而該行星隨後的觀測數據則由澳洲西部的珀斯天文台，以一台0.6m天文望遠鏡進行。
每當遙遠恆星的光線經過其他天體的重力場時，其光線的方向會被重力所扭曲，同時也把光線聚焦，地球上的觀測者將看到恆星的樣子給重力放大，儼如一副透鏡放在中間，稱為重力透鏡效應。而當行星在恆星的表面「凌日」時，也會發生「重力透鏡」現像，行星外圍的光度會稍為增大一點。
在一般的凌日觀測中，當行星凌日發生時，恆星整體的光度會略微出現下降，從而得知行星的存在。但這種尋找行星方法並不能應用在距離數萬光年以上，或體積與地球類似的行星上，因此這些行星便需使用重力透鏡來觀測，當透鏡現象發生時，來自恆星不同位置的光度會隨時間而變化。
在發現行星的天文研究小組之中，PLANET/Robonet負責深入調查及分析OGLE和MOA小組所報告的恆星微透鏡現象，使這顆隱藏的行星得以被發現。
PLANET小組花了連續兩星期，去深入觀測OGLE-2005-BLG-390L恆星的微透鏡現象，當微透鏡出現時，其「行星」外圈的光度會增大15%，每次透鏡持續時間近12小時，透過光度變化及持續時間，天文學家得以估計行星的質量、日距等數據。

## 請參閱
- 引力透镜
- 光學重力透鏡實驗
- OGLE-2007-BLG-349(AB)b

## 相關網站
- 新發現目前距離最遙遠的日外行星
- 太陽系外發現最小類地行星 是地球質量5倍多（人民網）
- 法國科學家探測到太陽系外品質最小的類地行星（新華網） Archive.today的存檔，存档日期2013-04-28
- 最小類地行星被發現 距地球2.8萬光年（大紀元）（页面存档备份，存于）
- Than, Ker. . Space.com. 2006-01-25  [2022-04-16]. （原始内容存档于2022-04-16） （英语）.
- PLANET - Probing Lensing Anomalies NETwork（页面存档备份，存于）
- RoboNet（页面存档备份，存于）
- OGLE Collaboration
- MOA Collaboration
- . ESO — The European Southern Observatory.   [2022-04-16]. （原始内容存档于2006-02-17）.>
- . BBC News. 2006-01-25  [2006-03-20]. （原始内容存档于2006-02-16） （英国英语）.
- Notes for Planet OGLE-05-390L b (Extrasolar Planets Encyclopaedia)